# Unkakaniguts
Unkakaniguts /Un-ka-ka'-ni-guts, = red land people, ili "people of the red lands,"/ jedna od brojnih skupina Indijanaca Južnih Pajuta, porodica shoshonean, koji su živjeli na području doline Long Valley u jugozapadnom Utahu. Srodna su im ostala dva plemena s terasatog platoa rijeke Colorado, Shivwits i Uinkarets. Populacija im je iznosila 36 (1873). George W. Ingalls (1873.) ih spominje kao Unkar kauagats-Ta-Nouts.